# بيني تولير
بيني تولير (بالإنجليزية: Penny Toler)‏ مواليد 24 مارس 1966، هي لاعبة كرة سلة أمريكية سابقة أصبحت مدربة بدأت مسيرتها الاحترافية في سنة 1997. تدرب فريق لوس أنجلوس سباركس في دوري الاتحاد الوطني لكرة السلة النسائية. اعتزلت اللعب في 1999.

## روابط خارجية
- بيني تولير على موقع الاتحاد الوطني لكرة السلة النسائية (الإنجليزية)
- بيني تولير على موقع كلية كرة السلة في سبورتس رفرنس.كوم (الإنجليزية)
- بيني تولير على موقع بروبوليرز (الإنجليزية)
- بيني تولير على موقع سبورتس رفرنس (الإنجليزية)
- بيني تولير على موقع سبورتس رفرنس (الإنجليزية)